# Johan Larsson (ur. 1992)
Johan Larsson (ur. 25 lipca 1992 w Lau, Gmina Gotland) – szwedzki hokeista. Reprezentant Szwecji.
Jego bracia Arvid (ur. 1988) i Emrik (ur. 1990) także są hokeistami.

## Kariera
- Sudrets HC (2005-2008)
- Brynäs J18 (2008-2010)
- Brynäs J20 (2008-2011)
- Brynäs (2010-2012)
- Houston Aeros (2012-2013)
- Minnesota Wild (2013)
- Rochester Americans (od 2013)
- Buffalo Sabres (2013-2020)
- Arizona Coyotes (2020-)

Wychowanek klubu Sudrets HC. Następnie został zawodnikiem klubu Brynäs, wpierw grał w jego drużynach juniorskich do lat 18 i 20.
W KHL Junior Draft w maju 2010 został wybrany przez Mietałłurg Nowokuźnieck, a miesiąc później w drafcie NHL z 2010 został wybrany przez Minnesota Wild. Następnie pozostał w Szwecji i przez dwa sezony Elitserien 2010/2011 i 2011/2012 grał w Brynäs. W maju 2011 podpisał kontrakt z Minnesotą, jednak do USA trafił rok później i w sezonie 2012/2013 został przekazany do zespołu farmerskiego Houston Aeros w lidze AHL. W lidze NHL zadebiutował 13 lutego 2013 i był to jego jedyny mecz w barwach Wild. Pod koniec sezonu NHL (2012/2013), na początku kwietnia 2013 został zawodnikiem Buffalo Sabres (został przekazany wraz z bramkarzem Mattem Hackettem za Jasona Pominville i zobowiązania draftowe)), a z niego przekazany do Rochester Americans. W drużynie Buffalo Sabres grał od sezonu NHL (2013/2014). W październiku 2020 przeszedł do Arizona Coyotes, podpisując dwuletni kontrakt.
W barwach juniorskich reprezentacji Danii uczestniczył w turniejach mistrzostw świata do lat 18 w 2010 (kapitan kadry), mistrzostw świata do lat 20 w 2011, 2012 (kapitan kadry). W reprezentacji seniorskiej zagrał na turnieju mistrzostw świata w 2012.

## Sukcesy

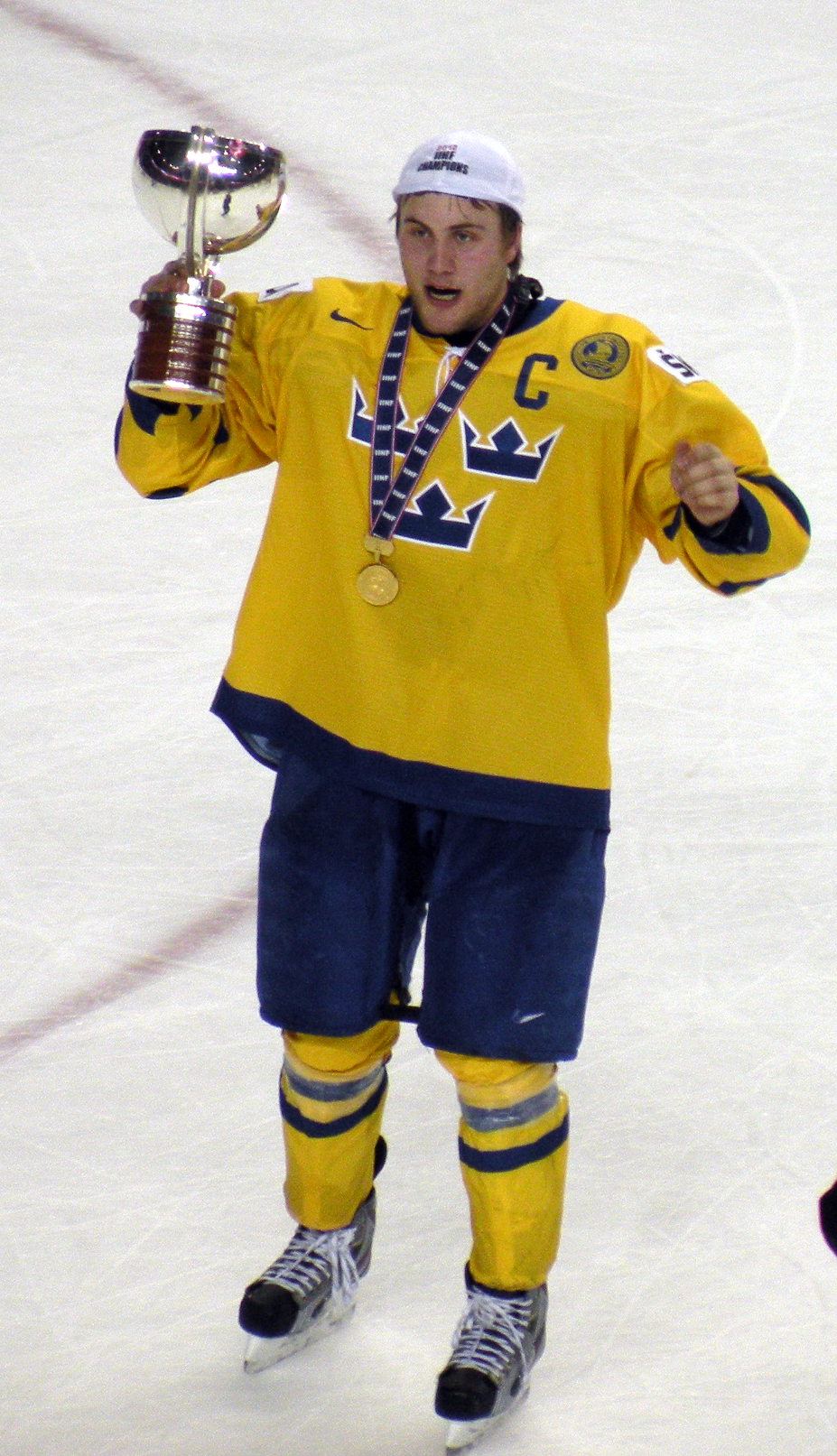
Johan Larsson jako kapitan reprezentacji z trofeum za mistrzostwo świata do lat 20 w 2012

Reprezentacyjne
- Srebrny medal mistrzostw świata juniorów do lat 18: 2010
- Złoty medal mistrzostw świata juniorów do lat 20: 2012

Klubowe
- Złoty medal mistrzostw Szwecji do lat 20: 2009 z Brynäs J20
- Złoty medal mistrzostw Szwecji do lat 18: 2010 z Brynäs J18
- Srebrny medal mistrzostw Szwecji do lat 20: 2010 z Brynäs J20
- Złoty medal mistrzostw Szwecji: 2012 z Brynäs

Indywidualne
- Najbardziej Wartościowy Zawodnik (MVP) w fazie play-off Allsvenskan J18
- Mistrzostwa świata do lat 18 w hokeju na lodzie mężczyzn 2010/Elita:
  - Drugie miejsce w klasyfikacji strzelców turnieju: 6 goli[7]
  - Drugie miejsce w klasyfikacji kanadyjskiej turnieju: 14 punktów[8]
  - Drugie miejsce w klasyfikacji asystentów turnieju: 8 asyst[9]
  - Trzecie miejsce w klasyfikacji wygranych wznowień: 63,89%[10]
  - Szóste miejsce w klasyfikacji +/- turnieju: +8[11]
  - Jeden z trzech najlepszych zawodników reprezentacji[12]
  - Skład gwiazd turnieju[13]
- Mistrzostwa Świata Juniorów w Hokeju na Lodzie 2011/Elita:
  - Jeden z trzech najlepszych zawodników reprezentacji
- Mistrzostwa Świata Juniorów w Hokeju na Lodzie 2012/Elita:
  - Szóste miejsce w klasyfikacji asystentów turnieju: 6 asyst[14]
- Elitserien (2011/2012):
  - Drugie miejsce w klasyfikacji strzelców wśród juniorów w sezonie zasadniczym: 12 goli
  - Drugie miejsce w klasyfikacji kanadyjskiej wśród juniorów w sezonie zasadniczym: 36 punktów
  - Najlepszy pierwszoroczniak sezonu Elitserien
  - Årets Junior - najlepszy szwedzki junior sezonu